# فورني
فورني، أو في كيه 4502 (بيه)، دبابة مصممة من قبل فرديناند بورش للتنافس مع تصميم هينشل ،لكن تم اختيار تصميم هينيشل، لكنه لم يصل إلى مرحلة النموذج الأولي.  كان بورش واثقًا من أن تصميمه سيفوز بعقد للإنتاج، لذا أمر كروب بإنتاج 50 برجًا للدبابات. تم استخدام هذه الأبراج على دبابة النمر الأول، الذي كان من المفترض أن تكون مسلحًة بمدفعية دبليو كيه أل/71، مثل نظيره هينيشل. 
في وقت لاحق، تمت ترقيته لدبابة النمر 2 ببرج أفضل يحتوي على دروع أكثر سماكة. وكان أسهل لإنتاج.